# Медянки
Медянките (Coronella) са род змии от семейство Смокообразни (Colubridae), срещащи се в Европа, Северна Африка и Близкия изток до Индия.
Медянките са сравнително дребни, като рядко надхвърлят на дължина 60 cm. Главата е трудноразличима от врата, а зениците са кръгли. Зъбите на горната челюст нарастват към задната ѝ част. Тялото е почти цилиндрично, покрито с гладки люспи. Живеят на земята, като прекарват голяма част от времето прикрити. Хранят се предимно с гущери и малките на други змии, както и с дребни гризачи.

## Видове
- Coronella austriaca – Медянка
- Coronella brachyura
- Coronella girondica